# Death Threatz
Albums de MC Eiht
We Come Strapped
(1994) Last Man Standing
(1997)
Death Threatz est le deuxième album studio de MC Eiht, sorti le 9 avril 1996.
L'album s'est classé 3e au Top R&B/Hip-Hop Albums et 16e au Billboard 200.

## Liste des titres
| No  | Titre                                     | Auteur                                      | Contient un (des) sample(s) de                                    | Durée |
| --- | ----------------------------------------- | ------------------------------------------- | ----------------------------------------------------------------- | ----- |
| 1.  | Def Wish IV (Tap That Azz)                | Bacon, Tomie Mundy, Andrew Patterson, Tyler |                                                                   | 5:34  |
| 2.  | Ain't Nuthin 2 It                         | Allen, Tyler                                |                                                                   | 5:14  |
| 3.  | Killin Nigguz (featuring N.O.T.R.)        | Allen, Heisser, Johnson, Tyler              |                                                                   | 5:26  |
| 4.  | Run 4 Your Life                           | Bacon, Mundy, Patterson, Tyler              | Insane in the Brain de Cypress Hill                               | 4:38  |
| 5.  | Endoness                                  | Reed, Tyler                                 |                                                                   | 4:41  |
| 6.  | Thuggin It Up                             | Tyler                                       |                                                                   | 4:06  |
| 7.  | Love 4 Tha Hood (featuring Tha Foe)       | Patterson, Tyler                            |                                                                   | 4:54  |
| 8.  | Fuc 'Em All                               | Reed, Tyler                                 |                                                                   | 4:32  |
| 9.  | Late Nite Hype Part 2                     | Allen, Tyler                                | Shame on a Nigga du Wu-Tang Clan                                  | 4:35  |
| 10. | Set Trippin (featuring Boom Bam)          | Allen, Heisser, Tyler                       |                                                                   | 5:12  |
| 11. | Collect My Stripez (featuring Young Prod) | Bacon, Mundy, Patterson, Tyler              |                                                                   | 4:34  |
| 12. | Fuc Your Hood                             | Allen, Tyler                                |                                                                   | 4:52  |
| 13. | You Can't See Me (featuring Tha Chill)    | Allen, Johnson, Tyler                       | Curious de Midnight Star Impeach the President des Honey Drippers | 4:21  |
| 14. | Drugs & Killin                            | Allen, Tyler                                |                                                                   | 4:21  |
| 15. | Killin Season                             | Allen, Tyler                                |                                                                   | 4:58  |